# Cyrtandra oblongifolia
Cyrtandra oblongifolia là một loài thực vật có hoa trong họ Tai voi. Loài này được (Blume) C.B.Clarke mô tả khoa học đầu tiên năm 1883.